# Crassiphyllum
Crassiphyllum là một chi rêu trong họ Thamnobryaceae.